# The Glimmer Man
The Glimmer Man är en amerikansk actionfilm från 1996 i regi av John Gray med Steven Seagal i huvudrollen.

## Handling
Filmen handlar om två Los Angeles poliser, Jim Campbell (Wayans) och hans nya partner Jack "Glimmer Man" Cole (Seagal), överflyttad från New York. En man med hemlig bakgrund. Han var en av statens problemlösare som enligt sina offer ska ha förflyttat sig snabbt och ljudlöst.
Tillsammans ska de nya partnerna finna en seriemördare kallad "Family Man". Seriemördaren fick namnet för att han mördat hela familjer. Ett av de första offren när Cole är ny i L.A. är hans ex.fru. Cole blir då en av de misstänkta, än mer beslutsam att hitta seriemördaren.

## Rollista (i urval)
| Steven Seagal       | – Det. Jack Cole      |
| Keenan Ivory Wayans | – Det. Jim Campbell   |
| Bob Gunton          | – Frank Deverell      |
| Brian Cox           | – Mr. Smith           |
| John M. Jackson     | – Donald Cunningham   |
| Michelle Johnson    | – Jessica Cole        |
| Stephen Tobolowsky  | – Christopher Maynard |
| Ryan Cutrona        | – Capt. Harris        |
| Richard Gant        | – Det. Roden          |

## Bakgrund
Brian Cox karaktär var först vikt åt Tommy Lee Jones, men han lämnade projektet innan de började filma och Cox kallades snabbt in.
Steven Seagal skrev två av filmens sånger, "Bulletproof" och "Snake", framförda av the Jeff Healey Band och Taj Mahal.

## Motagande
Filmen sågades rejält i Varietys recension.